# Adam Swach
Adam Swach (także: Adamus Swach) (ur. 11 kwietnia 1668 w Daczycach na Morawach, zm. 13 stycznia 1747 w Poznaniu) – czeski franciszkanin, artysta malarz.

## Życiorys
Miał starszego brata, Antoniego (również franciszkanina, zm. 1709). W 1686 wstąpił do zakonu franciszkanów w Poznaniu. Studiował przez 3 lata malarstwo u Jerzego Eleutera we Lwowie. Profesję zakonną składał 24 marca 1687, otrzymał imię Adam. Z uwagi na rozgłos jaki przyniosły mu prace w Poznaniu, zaczął być zapraszany do kościołów w Polsce, by tam malować. Tworzył w Poznaniu, Owińskach, Lądzie, Pyzdrach, Żerkowie, Kaliszu, Łowiczu, Piotrkowie Trybunalskim, Jarosławiu, Krasnymstawie, Szamotułach, Wełnie, Krakowie i Krośnie. Po 1735 nie ma wzmianki o jego działalności. Zmarł w 1747.
Kronikarze otwarcie przyznają, że wśród prac Swacha są rzeczy wyraźnie naiwne i słabe. Niektóre z jego prac są kontrowersyjne, np. polichromia w kościele Najświętszej Krwi Pana Jezusa przedstawiająca sceny z domniemanej kradzieży hostii przez Żydów. Arcybiskup Gądecki uważa, że potrzebne będzie umieszczenie tablicy informującej o korzeniach legendy trzech hostii.

## Twórczość
- polichromia w kościele franciszkanów w Poznaniu (1702?)
- obrazy, Opactwo Cystersów w Lądzie[7]:
  - Męczeństwo cystersów w Anglii i Szkocji (1714)
  - Św. Bernard wypędzający szatana (1714)
- Kościół franciszkanów w Pyzdrach, Kaplica Męki Pańskiej (ok. 1716)
- obrazy olejne, Opactwo Cystersów w Lądzie (1716)
- Kolegiata łowicka, Kaplica Bożego Ciała (1718)
- Kościół franciszkanów w Poznaniu: obrazy olejne dla ołtarza N. M. Panny pod kopułą wschodnią (ok. 1719)
- portrety opatów, malowidło na plafonie sali opackiej, Opactwo Cystersów w Lądzie (1722)
- polichromia w kościele jezuitów w Krasnymstawie (1721 lub 1723)
- polichromia w kościele filipinów w Studziannie (1726)
- polichromia w Sanktuarium Matki Bożej Bolesnej w Jarosławiu[8] (po 1726)
- mała kopuła, kościół Opactwa Cystersów w Lądzie (1730)
- polichromia w kościele cysterek w Owińskach (1730)
- ozdobienie fasady kościoła franciszkanów w Poznaniu (1733)
- zdobienie odrestaurowanych stall zakonnych, kościół franciszkanów w Poznaniu (1733)
- Kościół Najświętszej Krwi Pana Jezusa w Poznaniu (1735)
- Kościół Podwyższenia Krzyża Świętego w Wełnie
- Obrazy św. Stanisława b-pa, św. Wojciecha, św. Szczepana i św. Wawrzyńca w bocznym ołtarzu kolegiaty w Szamotułach[9]

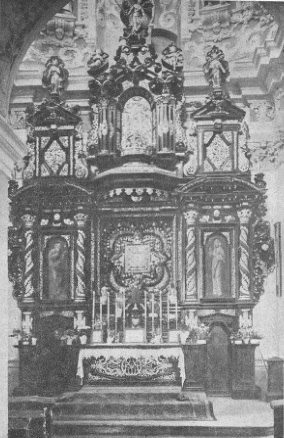
kościół franciszkanów w Poznaniu, ołtarz N. P. Marii (obecnie N. M. Panny) w kaplicy wschodniej
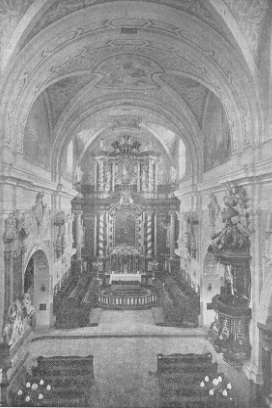
kościół franciszkanów w Poznaniu, nawa główna z widokiem na wielki ołtarz
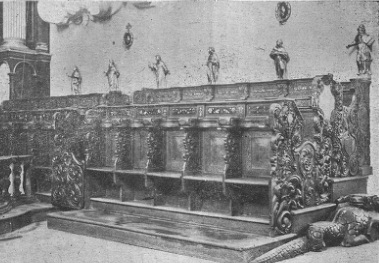
kościół franciszkanów w Poznaniu, stalle zakonne w prezbiterium
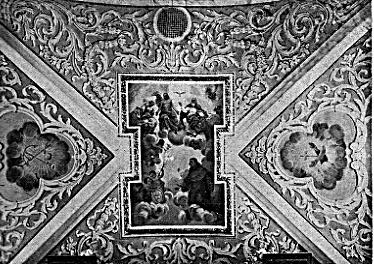
kościół franciszkanów w Poznaniu, fresk i dekoracja stiukowa w prezbiterium